# Sweet Sweet Samba
「Sweet Sweet Samba」（スウィート・スウィート・サンバ）は、2000年7月19日にリリースされたコタニキンヤの3枚目のシングル（BAD LUCK名義でリリースされた作品を含めると通算4枚目）。発売元はアンティノスレコード。

## 概要
累計売上は2.2万枚を記録した。タイトル曲は2ndアルバム『WHAT? **PHYSICAL**』にも収録されている。初回店舗特典として色鉛筆が付属。この楽曲で2000年8月17日に放送されたTBS系『うたばん』に出演した。

## 収録曲
1. Sweet Sweet Samba
  - 作詞/作曲/編曲：Mad Soldiers
2. Sweet Sweet Samba (一緒に唄おう"ラジ語りMIX")